# 平野美由紀
平野 美由紀（ひらの みゆき 1965年5月23日-）は、管理栄養士で、「食デザイナー」である。ダイエットデザイナーという肩書きを創出した。女子栄養大学卒業。

## 活動
食デザイナーズ（読みは「ダイエットデザイナーズ」）を主宰する。
「ダイエット＝やせる」との従来の観念だけではなく、それぞれの能力を最大限生かし、今よりもっと幸せになる食を伝えるというコンセプトのもとで活動する。
フラックスシードを日本人が食べる意味を積極的に伝えている。

## テレビ出演
- 健康一番!野菜のおかず（2000年-2002年、食チャンネル）講師